# Rostroconquis
Els rostroconquis (Rostroconchia) són una classe de mol·luscs extints que van viure des del Cambrià primerenc fins al Permià tardà. Inicialment es creia que eren bivalves, però més tard es van classificar en la seva pròpia classe. Tenien una conquilla simple en estadi de larva, i d'adults eren pseudo-bivalves tancant el mant i el peu muscular. Els rostroconquis probablement eren sedentaris. Se'n coneixen unes 1.000 espècies.
Generalment eren petits, de menys de 2 cm de llargada però alguns del Devonià als Estats Units arribaven a fer 15 cm.